# 岡山市立竜操中学校
岡山市立竜操中学校（おかやましりつ りゅうそうちゅうがっこう、英語: Ryuso Junior High School）は、岡山県岡山市中区赤田にある公立中学校。

## 沿革
- 1971年（昭和46年） 岡山市立旭東中学校から分離・新設。
- 1981年（昭和56年） 岡山市立高島中学校が分離される。
- 1994年（平成6年）校訓「人権尊重・自主自立」を制定。

## 交通
- JR山陽本線 高島駅が最寄り駅となっている。

## 著名な卒業生
- 宮本賢 - プロ野球・北海道日本ハムファイターズ投手[2]
- 小川洋子 - 小説家
- 谷口直弥-プロ 3×3バスケットボール選手 EPIC.EXE

## 通学区域が隣接している学校
- 岡山市立富山中学校
- 岡山市立操山中学校
- 岡山市立高島中学校
- 岡山市立岡北中学校
- 岡山市立旭東中学校